# Friedrich Wilhelm Zopf
Friedrich (ou Friederich) Wilhelm Zopf (Roßleben, 12 de dezembro de 1846 - Münster, Vestfália, 24 de junho de 1909) foi um conhecido botânico e micologista alemão. Dedicou-se a vida inteira à biologia fúngica, principalmente na classificação de fungos e produção de corantes em fungos e líquenes. Além disso, seu livro sobre fungos chamado "Die pilze in morphologischer, physiologischer, biologischer und systematischer beziehung (Tradução: Os cogumelos em relação morfológica, fisiológica, biológica e sistemática)" em 1890 também foi um excelente trabalho sobre o assunto para muitos décadas. Assim, suas numerosas contribuições deram a ele uma posição especial na história micológica.

## Juventude
Wilhelm Zopf nasceu em Roßleben, na Turíngia, em 1846. Antes de ingressar na área de ciências biológicas, ele foi professor do ensino fundamental em Thondorf em Mansfeld quando tinha 21 anos.

## Carreira educacional e de pesquisa
Em 1874, Wilhelm Zopf decidiu deixar seu cargo de professor e passou a estudar ciências naturais na Universidade de Berlim. Depois disso, ele recebeu seu PhD com uma dissertação intitulada “Die von Conidienfrüchte von Fumago (Tradução: Conidia de Fumago )” na Universidade de Halle em 1878.
Como Wilhelm Zopf obteve seu diploma, simultaneamente, ele voltou para Berlim como professor adjunto lecionando no Colégio Agrícola por alguns anos. Em 1883, ele foi convidado para chefiar o laboratório de criptografia da Universidade de Halle. No período de 1883 a 1899, fez extensos estudos sobre Chytridiales e outros pequenos fungos aquáticos parasitas em algas e pequenos animais. Da mesma forma, ele também publicou um livro didático confiável sobre fungos no qual seguia uma classificação semelhante em parte à de Julius Oscar Brefeld, mas classificou os Ascomicetes por último em 1890. Nesse grupo, ele os fez partir das formas simples, como Saccharomyces, Endomyces, Gymnoascaceae, para Pezizales. Além disso, reconheceu a formação de ascogônios em muitos ascomicetes e até mesmo a união destes em Pironema, com “polinódios” em forma de clube, mas expressou dúvidas quanto à sua real função sexual.
Em 1899, Wilhelm Zopf tornou-se professor e diretor do jardim botânico da Universidade de Münster. Ele continuou a pesquisa em biologia e sistemática de fungos. Durante seu trabalho com biologia fúngica, ele se interessou mais pela química secundária desses organismos, particularmente os líquenes. Ele publicou sobre problemas mais gerais relacionados à biologia do líquen, particularmente no gênero Cladonia . Finalmente, ele morreu em Münster em 1909, e seu nome foi comemorado por Edvard Vainio ao dar o nome de Cladonia zopfii.

## Outras contribuições científicas
Wilhelm Zopf foi a primeira pessoa a realizar as diferenças químicas nos líquenes. Em 1907, seu livro “Die Flechtenstoffe in chemischer, botanischer, pharmakologischer und technischer Beziehung (Tradução: As substâncias líquen em relação química, botânica, farmacológica e técnica)” foi publicado. Este livro continha descrições de mais de 150 compostos químicos encontrados em líquenes. Em outras palavras, podemos dizer que a ciência da química do líquen começou com o trabalho de Wilhelm Zopf. Pouco se sabia sobre as estruturas reais de muitos desses compostos, mas seu trabalho realmente forneceu uma base mais sólida para o uso da química na taxonomia de líquenes.
Além disso, havia muitos fungos relacionados a Wilhelm Zopf. Por exemplo, ele circunscreveu o gênero de fungos Thielavia em 1876 e deu a Candida albicans seu nome em 1890. Ele também transferiu o Lichen chrysoleucus, que foi descrito pelo botânico inglês James Edward Smith para o gênero Rhizoplaca em 1905.

Embora o fungo que captura nematóides seja conhecido desde 1839, seu hábito predatório também foi observado por Wilhelm Zopf.  Esta observação registrada do comportamento de Arthrobotrys oligospora foi atribuída a ele em 1888. Este tipo de fungo captura ativamente pequenos vermes, geralmente classificados como nematóides ou lombrigas. 

## Publicações selecionadas
- Zopf, W. 1890: Die pilze in morphologischer, physiologischer, biologischer und systematischer Beziehung. Jena: E. Trewendt. 500 pp.
- Zopf, W. 1897: Zur Kenntniss der Flechtenstoffe (Vierte Mittheilung). Liebigs Annalen der Chemie 297 : 271–312.
- Zopf, W. 1905: Biologische und morphologische Beobachtungen an Flechten. I. Berichte der Deutschen Botanischen Gesellschaft 23 : 497–504.
- Zopf, W. 1906: Biologische und morphologische Beobachtungen an Flechten. II. 1. Über Ramalina kullensis n. sp. Berichte der Deutschen Botanischen Gesellschaft 24 : 574–580.
- Zopf, W. 1907: Die Flechtenstoffe in chemischer, botanischer, pharmakologischer und technischer Beziehung. Jena: G. Fischer. 450 pp.
- Zopf, W. 1908: Beiträge zu einer chemischen Monographie der Cladoniaceen. Berichte der Deutschen Botanischen Gesellschaft 26 : 51-113.